# ワリド・メスルブ
ワリド・メスルブ（Walid Mesloub、1985年9月4日 - ）は、フランス・イヴリーヌ県・トラップ出身の元サッカー選手。現役時代のポジションはMFおよびFW。

## 代表歴
2010年10月30日ルクセンブルク代表戦でアルジェリア代表デビューした。

## タイトル
- FCイストル

フランス全国選手権 (1) :2008-09